# Вестен, Моника
Моника Виола Вестен-Рюден (швед. Monica Viola Westén-Rydén; род. 15 марта 1966, Худдинге, Стокгольм) — шведская легкоатлетка, специалистка по барьерному бегу, прыжкам в высоту и семиборью. Выступала за сборную Швеции по лёгкой атлетике во второй половине 1980-х — первой половине 1990-х годов, обладательница бронзовой медали чемпионата Европы, многократная победительница и призёрка первенств национального значения, участница летних Олимпийских игр в Барселоне.

## Биография
Моника Вестен родилась 15 марта 1966 года в коммуне Худдинге, Швеция. Занималась лёгкой атлетикой в Карлстаде в местном клубе IF Göta.
Впервые заявила о себе на международном уровне в сезоне 1986 года, когда вошла в состав шведской национальной сборной и выступила на Играх доброй воли в Москве, где в зачёте семиборья заняла итоговое 16-е место.
В 1987 и 1988 годах дважды подряд становилась чемпионкой Швеции в прыжках в высоту.
В 1989 году на чемпионате Европы в помещении в Гааге закрыла десятку сильнейших в прыжках в высоту.
В 1990 году на чемпионате Европы в помещении в Глазго показала 13-й результат в прыжках в высоту, тогда как на чемпионате Европы в Сплите завоевала бронзовую медаль в беге на 400 метров с барьерами — уступила здесь только советской бегунье Татьяне Ледовской и швейцарке Аните Протти. Помимо этого, на соревнованиях в Стокгольме установила свой личный рекорд в данной дисциплине — 54,69.
На чемпионате мира 1991 года в Токио в беге на 400 метров с барьерами остановилась в полуфинале.
Благодаря череде удачных выступлений удостоилась права защищать честь страны на летних Олимпийских играх 1992 в Барселоне. В программе барьерного бега на 400 метров с результатом 56,68 финишировала четвёртой на предварительном квалификационном этапе и в следующую полуфинальную стадию соревнований не вышла.
После барселонской Олимпиады Вестен осталась действующей спортсменкой и продолжила принимать участие в крупнейших международных стартах. Так, в 1993 году она отметилась выступлением на чемпионате мира в Штутгарте, где в беге на 400 метров с барьерами так же дошла до полуфинала.
В 1994 году бежала 800 метров на чемпионате Европы в помещении в Париже, стартовала в барьерном беге на 400 метров и в эстафете 4 × 400 метров на чемпионате Европы в Хельсинки.
Завершила спортивную карьеру по окончании сезона 1998 года.